# ペルセウス座ゼータ流星群
ペルセウス座ゼータ流星群（ペルセウスざゼータりゅうせいぐん、IAU番号 172）は、5月20日から7月5日に出現する、昼間の流星群。極大の6月13日には、放射点は太陽から16°しか離れていない。1947年にジョドレルバンク天文台で、電波観測装置で発見された。ペルセウス座ゼータ流星群とおうし座ベータ流星群は、どちらもおそらくおうし座流星群と関係がある。おひつじ座流星群とペルセウス座ゼータ流星群のの極大は、同じ時期になる傾向がある。